# Solo (album Milana Stankovića)
Solo je prvi album popularnog srpskog pevača Milana Stankovića, izdat 2009. godine za Grand Produkciju (Grand Production). Album je prodat u oko 50.000 primeraka.
Pesme Solo, Face (Fejs) i Nepristojna ponuda su pesme koje su napravile preokret u srpskoj pop-folk muzici.

#### Spisak pesama
| Broj | Naziv pesme                             | Muzika/Tekst/Produkcija                               | Dužina pesme |
| ---- | --------------------------------------- | ----------------------------------------------------- | ------------ |
| 1.   | Solo                                    | M. Peruničić, N. Arežina// V. Bilanović// Atelje Trag | 3.40         |
| 2.   | Face [Fejs]                             | M. Peruničić, N. Arežina// V. Bilanović// Atelje Trag | 3.40         |
| 3.   | Nepristojna ponuda                      | M. Peruničić, N. Arežina// V. Bilanović// Atelje Trag | 3.07         |
| 4.   | Nepopravljivo                           | D. Brajović// D. Brajović// D. Abadić                 | 3.29         |
| 5.   | Još uvek                                | D. Brajović// D. Brajović// D. Abadić                 | 3.31         |
| 6.   | Hajde vodi me sa sobom                  | D. Brajović// D. Brajović// D. Abadić                 | 3.18         |
| 7.   | Ja ću da ti čuvam leđa                  | S. Simić Kamba// S. Milošević// Coffee shop           | 3.19         |
| 8.   | Opet će se rode vratiti [Grand kvartet] | S. Popović// S. Milošević// S. Marković               | 3.54         |
| 9.   | Ovo je priča o nama                     | N. Urošević// N. Urošević// E. Mavrić                 | 5.10         |